# St. Peter und Paul (Kraftsdorf)

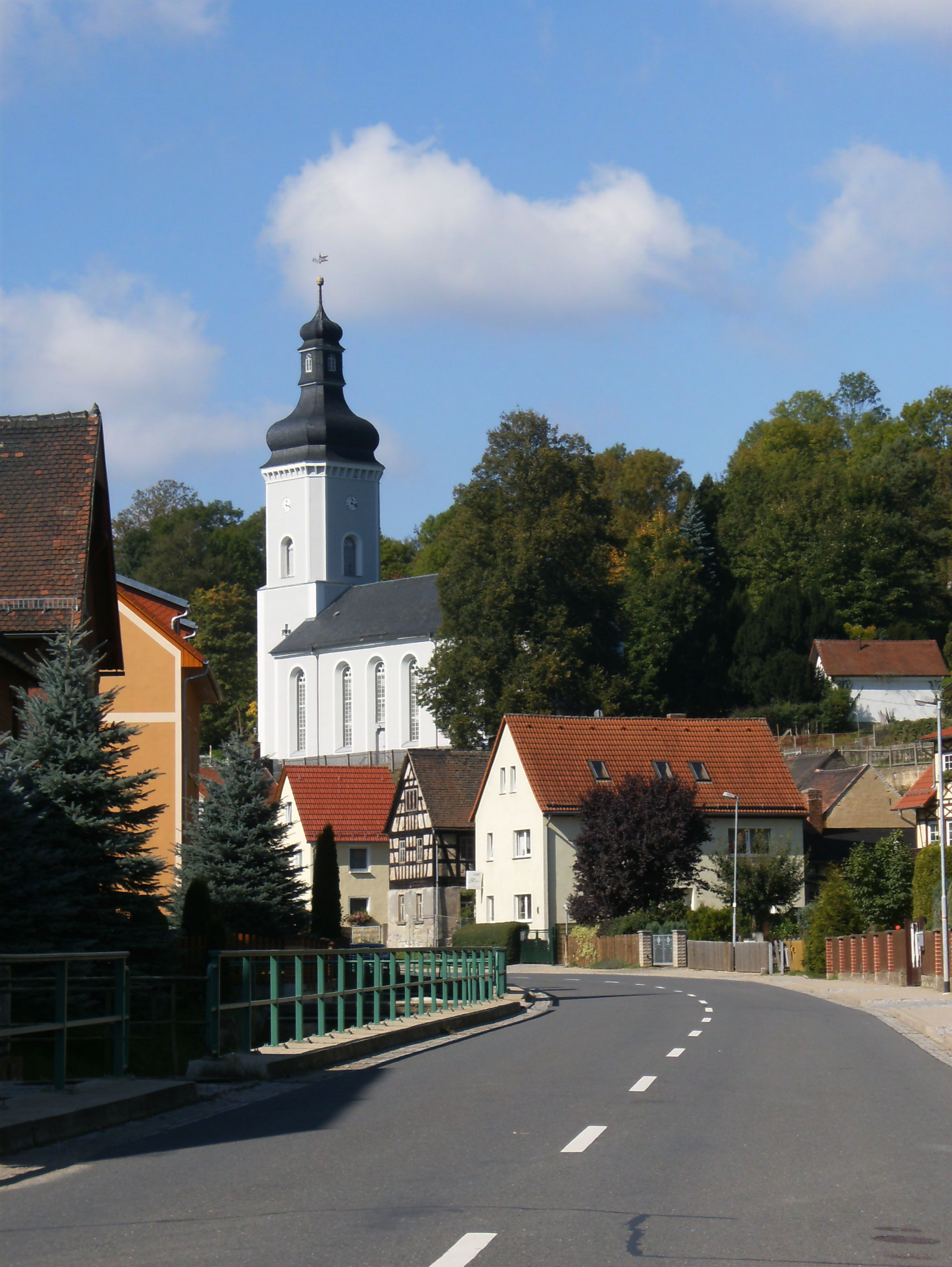
Kirche St. Peter und Paul Kraftsdorf (2010)

Die evangelisch-lutherische, denkmalgeschützte Kirche St. Peter und Paul steht in Kraftsdorf, einer thüringischen Gemeinde im Landkreis Greiz. Die Kirchengemeinde Kraftsdorf gehört zum Pfarrbereich Rüdersdorf-Kraftsdorf im Kirchenkreis Gera der Evangelischen Kirche in Mitteldeutschland.

## Geschichte und Ausstattung
1648 wurde die Vorgängerkirche von Hochwasser stark beschädigt. 
1844 wurde mit dem Bau einer neuen Kirche begonnen. Diese klassizistische Saalkirche wurde 1848 fertiggestellt. Sie hat im Westen den Kirchturm und im Osten eine hohe, halbrunde Apsis. Das Langhaus hat ein schiefergedecktes Satteldach. Seine hohen Rundbogenfenster haben Rahmen mit maßwerkähnlichen Verzierungen in den Bögen. Der Turm hat eine gedrungene bauchige schiefergedeckte Haube mit einer Laterne. 
Das Kirchenschiff hat an drei Seiten Emporen; an den Langseiten sind sie zweigeschossig. Die Apsis ist im Erdgeschoss mit einer Mauer mit Fenstern und im Obergeschoss mit verglasten Logen und mittig stehender Kanzel abgeschlossen. Geschlossenes Kirchengestühl für die gehobenen Stände befindet sich nördlich und südlich des freistehenden Altars sowie beidseits des Westeingangs. 
Der klassizistische Altar hat seitlich Kommunionbänke. Eine italienische Renaissancemalerei nachahmendes Gemälde zeigt Jesus Christus. Ein kniender Taufengel stammt aus dem 18. Jahrhundert, ein schwebender Engel mit Palmenzweig aus dem 17. Jahrhundert. Das hölzerne Taufbecken hat einen tafelförmigen Aufsatz, der von gemalten Engeln gehalten wird. Auf der Tafel befindet sich ein Gemälde mit der Auferstehung Jesu Christi und der Familie des Stifters.
Im Jahr 2003 wurden die Orgel und die Turmuhr restauriert.

## Orgel
Die Orgel mit 22 Registern, verteilt auf 2 Manuale und Pedal, wurde 1848 von Ernst Poppe & Sohn gebaut.